# Abella africanitzada
Les abelles africanitzdes (també conegudes com a abelles africanes o assassines) són híbrids procedents de l'encreuament de la subespècie natural africana (Apis mellifera scutellata) amb abelles domèstiques de diverses subespècies d'A. mellifera, com Apis mellifera mellifera, Apis mellifera iberica i possiblement d'altres.
L'abella africanitzada té les característiques de l'abella africana, pot reproduir-se ràpidament i els abellots fecunden
a les reines dels ruscs europeus, convertint les noves colònies en africanitzades.
La particularitat d'aquests híbrids és el seu accentuat comportament defensiu, altament heretable, descrivint-se com molt agressius davant les pertorbacions. Ataquen en quantitat, molt veloçment i segueixen a la seva víctima fins a 400 metres. Han matat unes 1.000 persones, i les víctimes han rebut 10 vegades més picades que en els casos de les abelles europees. Han matat també cavalls i altres animals.

## Història

Expansió de l'abella africanitzada als Estats Units (1990-2003)

En 1956, diverses abelles reines africanes van ser importades al Brasil per millorar la qualitat de les abelles europees. Es va pensar que una abella tropical funcionaria millor al Brasil. En 1957, 26 reines africanes i els seus respectius eixams, van escapar del rusc. Aquestes abelles es van multiplicar, van emigrar i es van barrejar amb les natives (europees). D'aquest any fins al present, aquesta abella s'ha desplaçat a països d'Amèrica Llatina, tenint-se notícies de la seva aparició en 1985, a Hondures i El Salvador.

## Característiques
L'abella africanitzada té diverses característiques de l'abella africana original, per la qual cosa pot reproduir-se ràpidament i els abellots fecunden a les reines dels ruscs europeus, convertint les noves colònies en africanitzades.
Popularment se'ls ha donat a les abelles africanitzades el nom incorrecte d'abelles assassines, a causa que tenen un sentit de defensa molt fort, característica que les ha convertit en abelles molt més agressives. A partir de la fugida de les primeres reines i eixams de les abelles africanes, s'han produït moltíssimes morts d'animals domèstics i persones, a causa de l'atac d'aquestes abelles, sobretot quan les colònies són molestades accidentalment.

## Picadures
La glàndula de verí d'aquest híbrid és major al de les races d'abelles europees. La gravetat de l'enverinament depèn de la sensibilitat individual i del nombre de picades infligides. Així, en un subjecte hipersensible pot morir amb una sola picada, però hi ha hagut supervivents de 500 picades. El verí causa reaccions al·lèrgiques i efectes tòxics.